# Компјутеризована томографија високе резолуције
Компјутерска томографија високе резолуције  (КТВР)  је врста компјутеризоване томографије (КТ) са специфичним техникама за побољшање резолуције слике.  Најчешће се користи за плућне болести и процену стања паренхима плућа. Ове слике могу показати промене у структурама плућа, конкретно, стања која утичу на  мале дисајне путеве, ваздушне кесице (алвеоле) и ткива око њих.
Током процедуре, док пацијент мирно лежите на столу  скенер  се креће око његовог тела и снима рендгенске слике - које се називају резови - из много различитих углова. Затим их рачунар комбинује у тродимензионалне (3Д) слике.

## Која је разлика између КТВР и КТ?
КТВР  је много јасније и детаљније од стандардног компјутеризоване томографије (КТ) грудног коша. Замислите то као сликовницу са страницама довољно танким да се прогледају.  Стандардни КТ је као да гледате читаву гомилу са врха и видите све слике једну на другој — цела књига је ту, али можда нећете моћи да видите сваку слику онако јасно како бисте желели. КТВР је нешзо слична као кад као да видимо сваку страницу појединачно.
Током КТВР, лекар такође може да добије слике у различитим положајима (било лежећи на стомаку или леђима) или док пацијент удишете или издишете, што може променити оно што лекар може да види на сликама.

## Индикације
Компјутеризована томографија високе резолуције се може применит да би се:
- откриле специфичне промене у плућима,
- да би се пратило стање познате болести,
- у случајевима када пацијент има симптоме, а рендгенски снимци не показују проблеме утврдио узрок болести

Најчешће индикације  за компјутеризовану томографију високе резолуције су:
- Бронхиолитис и друге болести малих дисајних путева.
- Бронхиектазије
- Емфизем.
- Интерстицијална болест плућа, укључујући плућну фиброзу, неспецифичну интерстицијску пнеумонију, саркоидозу и азбестозу.
- Лимфангиолеиомиоматоза (ЛАМ).
- Лимфангитска карциноматоза.
- Плућна алвеоларна протеиноза.

## Техника
Компјутеризована томографија високе резолуције  је врста компјутеризоване томографије (КТ) са специфичним техникама за побољшање резолуције слике, која се изводи коришћењем конвенционалног КТ скенера. Међутим, параметри снимања су изабрани тако да максимизирају просторну резолуцију, пприменом уска ширина реза (обично 1-2 мм), алгоритам за реконструкција слике високе просторне резолуције, видно поље је сведено на минимум да би се смањила величина сваког пиксела, као и други фактори скенирања како би се оптимизовала резолуција.
Како компјутеризована томографија високе резолуције има за циљ да процени генерализовану болест, плућа, она се изводи одвајањем танких попречних пресека са размаком од 10 мм, како би се добио мањи број слика које би требало да буду репрезентативније за плућа.
Пошто компјутерска томографија високе резолуције не приказује цела плућа (помоћу широкораспоређених танки пресека) није погодан за процену рак плућа или других локализованих болести плућа.
Интравенски контрастни агенси се не користе за компјутерску томографију високе резолуције, а током снимања пацијент такође може лежати лицем надоле, а некао што је то уобичајено на леђима (лицем нагоре).

### Секвенцијална размакнута аквизиција
Компјутеризована томографија високе резолуције је  развијена да побољша просторну резолуцију у ери прве генерације скенера (техника секвенцијалне аквизиције слике), а касније је коришћен са сличним параметрима у скенерима друге генерације (хеликални скенери). Данас ову технику и даље користе неке установе, чак и када се скенирају у мултислајсни скенер као начин да се смањи изложеност пацијената зрачењу. Такође, када се користи ХРЦТ протокол за пуне три аквизиције, додатно снимање  може се извести као секвенцијално распоређено поред волуметријског инспираторног снимања.
Код ове методе:
- танки пресеци дефинисани су на <1,5 мм (оригинална КТВР техника изведена у скенерима прве и друге генерације, због хардверских ограничења, имала је дебљу дефиницију танких резова дефинисаних су на <3,0 мм)

- интервали су одрежени на 1-2 цм између два сета слика

- дозе зрачења пацијента су мања у поређењу са волуметријским снимањем

### Волуметријска аквизиција
Данас су мултислајсни скенери све присутнији и стога су волуметријски танки пресеци постали стандардни. Обимно снимање са тањим резовима омогућава откривање већег степена патологије и омогућава реконструкцију у било којој равни.
Код ове методе:
- танки пресеци дефинисани као <1,5 мм: обично 1 мм, али у распону од 0,625-1,25 мм

- накнадна обрада: алгоритам високе просторне фреквенције или изоштравања (алгоритам костију)

- смањује заглађивање слике

- повећава просторну резолуцију: структуре су оштрије и показују више детаља

- артефакти пруга су очигледнији

- доза зрачења пацијента је већа